# Fleuron de Bruges
El Fleuron de Bruges (Orgullo de Brujas en español, Brugge Fleuron en neerlandés) es un queso belga elaborado a partir de leche de vaca, fabricado por la empresa Belgomilk desde el año 2002. Marida bien con vinos tintos afrutados y blancos y con cerveza Kriek.